# Сайхан-Тала (станція)
42°44′53″ пн. ш. 112°39′36″ сх. д. / 42.748055555556° пн. ш. 112.66° сх. д.
Сайхан-Тала (Сайханьтала; кит. 赛汗塔拉站, пін. Sàihàntǎlā Zhàn) — залізнична станція в КНР, розміщена на Цзінін-Ерляньській залізниці між станціями Сілін-Худук і Чулуту.
Розташована в однойменному селищі хошуну Сунід – Правий стяг (аймак Шилін-Гол, автономний район Внутрішня Монголія). Відкрита в 1954 році.